# Josep Bach i Serra
Josep Bach i Serra (Vic, 1832-1914), fou un polític català membre del Partit Republicà Democràtic Federal. Fou elegit diputat a les corts espanyoles pel districte de Vic a les eleccions generals espanyoles de 1873. Durant el seu mandat va donar suport a una iniciativa d'Antoni Carné i Mata per tal de regular la jornada laboral a les fàbriques de vapor i reduir-la a nou hores útils diàries.
Des de 1880 intentà redreçar el partit a la comarca d'Osona També fou alcalde de Vic el 1883-1884. El 1901 tornà a ser candidat a l'alcaldia, però no va obtenir escó.
Una filla seva, Josepa Bach i Puig, es va casar amb el carlí Teodor de Mas i Nadal.